# Градуализъм
Градуализъм е вярата в или воденето на политика на напредване към определена цел постепенно, на бавни етапи.
В политиката, концепцията за градуализма е използвана да опише вярата, че промяната трябва да бъде привнасяна, правена и т.н. на малки, незабележими стъпки, а не с резки обрати като революции и въстания. Градуализмът е една от определящите черти на политическия консерватизъм и реформизъм.

## В лингвистиката
Това е разбирането на езиковите промяни като постепенни.
|  | Тази страница частично или изцяло представлява превод на страницата Gradualism в Уикипедия на английски. Оригиналният текст, както и този превод, са защитени от Лиценза „Криейтив Комънс – Признание – Споделяне на споделеното“, а за съдържание, създадено преди юни 2009 година – от Лиценза за свободна документация на ГНУ. Прегледайте историята на редакциите на оригиналната страница, както и на преводната страница, за да видите списъка на съавторите. ВАЖНО: Този шаблон се отнася единствено до авторските права върху съдържанието на статията. Добавянето му не отменя изискването да се посочват конкретни източници на твърденията, които да бъдат благонадеждни. |